# Почесні громадяни Кам'янця-Подільського
Поче́сний громадяни́н Кам'янця́-Поді́льського — звання, встановлене в Кам'янці-Подільському для громадян, що мають особливі заслуги перед містом. Таких громадян на сьогодні маємо 56.

## У радянський час

### Перші почесні
5 липня 1966 року дев'ята сесія Кам'янець-Подільської міської ради десятого скликання «на ознаменування 50-річчя Великої Жовтневої соціалістичної революції та Радянської влади на Україні» встановила звання «Почесний громадянин міста Кам'янець-Подільський». В ухвалі сказано, що звання «надається громадянам, що своєю активною участю в трудовому та громадському житті міста, видатними заслугами в період Великої Жовтневої соціалістичної революції, громадянської та Великої Вітчизняної воєн і в післявоєнний період безпосередньо сприяли розвиткові господарського та культурного будівництва в місті Кам'янець-Подільський і чия діяльність є прикладом дотримання принципів комуністичної моралі та самовідданого служіння справі побудови комуністичного суспільства в нашій країні».
Імена перших почесних громадян міста стали відомі тільки через рік і 4 місяці — 5 листопада 1967 року, тобто за два дні до 50-річчя «Великого Жовтня». П'ята сесія міської ради одинадцятого скликання розглянула єдине питання: про надання звання «Почесний громадянин міста Кам'янець-Подільський». І одноголосно ухвалила, що ними стануть (за абеткою):
- Володимир Павлович Бєляєв (Москва) — «в двадцятих роках робітник Кам'янець-Подільського заводу „Мотор“ (тепер — завод твердосплавних інструментів імені Григорія Петровського), активний юнкор міської та обласної газети „Червоний кордон“, нині відомий радянський письменник, автор трилогії „Стара фортеця“, присвяченої нашому місту, лауреат Державної премії, літературна й громадська діяльність якого тісно пов'язана з містом Кам'янець-Подільський»;
- Микола Несторович Комісаров (Кам'янець-Подільський) — «заслужений лікар Української РСР, кавалер ордена Леніна, активний громадський діяч, депутат Кам'янець-Подільської міської Ради депутатів трудящих восьми скликань, колишній завідувач хірургічного відділення Кам'янець-Подільської міської лікарні імені Леніна, який віддав понад 20 років справі охорони здоров'я трудящих нашого міста»;
- Михайло Миколайович Кушелєв (Житомир) — «колишній робітник Кам'янець-Подільської друкарні, член КПРС з 1912 року, організатор й активний учасник революційного руху в місті Кам'янець-Подільський і на Поділлі, перший голова Кам'янець-Подільської міської Ради робітничих і солдатських депутатів»;
- Федір Всеволодович Попов (Москва) — «член КПРС із травня 1917 року, професор, колишній голова військово-революційного комітету 12-го армійського корпусу, організатор й активний учасник боротьби за встановлення Радянської влади в місті Кам'янець-Подільський і на Поділлі».

На урочистих зборах у міському Будинку культури секретар міськвиконкому Олександр Гоголь зачитав постанову міськкому КПУ та міськради про перших почесних громадян міста; голова міськвиконкому Григорій Тонкочеєв трьом із чотирьох відзначених (крім 79-річного Кушелєва, який не зміг приїхати із Житомира) вручив грамоти почесних громадян, а дівчата в національних українських костюмах пов'язали їм широкі червоні стрічки. Місцева газета «Прапор Жовтня» оперативно опублікував спогади Михайла Кушелєва (7 листопада) і Федора Попова (22, 25, 29 листопада та 2 грудня), а 12 грудня публікацією про Михайла Кушелєва започаткував рубрику «Почесні громадяни міста Кам'янець-Подільський» (15 грудня з'явилася публікація про Федора Попова, 26 грудня — про Миколу Комісарова).

### Вшанування визволителів і партійних керівників
П'ятий почесний громадянин з'явився через рік — 19 листопада 1968 року, коли на сесії міськради проводили на пенсію голову міськвиконкому (від 1964 року), а ще раніше (у 1953—1962 роках) першого секретаря міськкому КПУ Григорія Андрійовича Тонкочеєва. У такий спосіб було відзначено його «добросовісну та бездоганну роботу в партійних і радянських органах міста, великий внесок у справу розвитку господарства та культури Кам'янця-Подільського».
23 березня 1974 року — до 30-річчя визволення Кам'янця-Подільського від німецько-фашистських загарбників — почесним громадянином міста став москвич Дмитро Данилович Лелюшенко — генерал армії, двічі Герой Радянського Союзу, командувач 4-ї гвардійської танкової армії, яка визволяла Кам'янець від гітлерівських загарбників. А наступного дня Дмитро Данилович запалив Вічний вогонь на могилі Невідомого солдата в сквері Танкістів.
Через 10 років, у березні 1984 року, на честь 40-річчя визволення міста високе звання надали ще чотирьом визволителям Кам'янця. Це Герої Радянського Союзу:
- Петро Іванович Барабанов (Сочі) — лейтенант,
- Михайло Якович Радугін (Москва) — лейтенант,
- Олександр Кирилович Ушаков (Москва) — старший сержант,
- Яків Давидович Хардіков (Київ) — молодший лейтенант.

Двоє з них — Барабанов і Ушаков — прибули на святкування до Кам'янця-Подільського, тож 25 березня їм урочисто вручили дипломи почесних громадян, пов'язали червоні стрічки.
23 квітня 1986 року востаннє за радянських часів депутати міськради надали звання «Почесний громадянин міста Кам'янець-Подільський». Передусім, уважили персонального пенсіонера Олександра Миколайовича Лєсового, який «багаторічною активною участю в трудовому та громадському житті, очолюючи з лютого 1963 року до червня 1985 року міську партійну організацію, сприяв комплексному розвиткові Кам'янця-Подільського».
Тоді ж ще одним почесним громадянином міста стала перший секретар общинського комітету Болгарської комуністичної партії міста Тутракан Василка Ганєва Маринова. Це був своєрідний обмін люб'язностями міст-побратимів: тодішній перший секретар Кам'янець-Подільського міськкому КПУ Володимир Козлов став почесним громадянином Тутракана.
Отже, за 25 радянських років (1966—1991) звання почесного громадянина Кам'янця-Подільського було надано всього 12 особам.

## У незалежній Україні
За перші 14 років незалежної України (1991—2005) почесними громадянами міста стала 41 особа.

### 14 визволителів
Передусім, звання надавали визволителям Кам'янця-Подільського. 1994 року, коли місто святкувало піввіковий ювілей мирного життя, почесними громадянами Кам'янця стали 14 його визволителів. Шість з них відзначили 23 березня. Це:
- гвардії генерал-майор у відставці Іван Сергійович Пупков (Ростов-на-Дону),
- гвардії генерал-майор у відставці Володимир Іванович Пархоменко (Москва),
- гвардії підполковник у відставці Олександр Данилович Столяров (Гомель),
- гвардії полковник у відставці Василь Дмитрович Дементьєв (Москва),
- гвардії майор у відставці Костянтин Васильович Вахтін (Кам'янець-Подільський),
- гвардії майор у відставці Володимир Михайлович Рябушко (Реутов Московської області).

Невдовзі почесними громадянами стали:
- гвардії полковник у відставці, Герой Радянського Союзу Павло Павлович Кулешов (Алупка),
- інженер-капітан у відставці Петро Степанович Левашов (Київ),
- сержант у відставці Ніна Сергіївна Луценко (Брянськ),
- контр-адмірал у відставці Михайло Андрійович Калашников (Москва),
- гвардії підполковник у відставці Яків Лазарович Лівшиць (Москва),
- старший лейтенант у відставці Федір Юхимович Прокопов (Донецьк),
- старший лейтенант у відставці Григорій Семенович Котик (село Бабанка Уманського району Черкаської області),
- гвардії підполковник у відставці Іван Олександрович Смирнов (Кам'янець-Подільський).

### Рекордний 1999 рік
Рекордним для звання «Почесний громадянин міста Кам'янець-Подільський» виявився 1999 рік — 15 відзначених (11 березня, 15 вересня і 19 жовтня). Почесними громадянами стали 8 визволителів міста:
- полковник у відставці Василь Терентійович Ярошенко (Подольськ Московської області),
- Віктор Григорович Платов (Москва),
- Микола Якович Желєзнов (Москва),
- ветерани війни 121-ї Рильсько-Київської Червонопрапорної орденів Суворова та Богдана Хмельницького стрілецької дивізії
  - єфрейтор Василь Іванович Вержиковський (Шепетівка),
  - Андрій Григорович Левков (село Шрубків Летичівського району Хмельницької області),
  - старшина Дмитро Йосипович Костильов (Калінінград),
  - старший технік-лейтенант Віталій Матвійович Мазур (Київ),
  - капітан-фельдшер Андрій Васильович Костицин (Чернігів).

Було відзначено також мужність і героїзм у боях за визволення України, багаторічну сумлінну працю та виважену громадську позицію чотирьох кам'янчан. Це:
- Василь Петрович Скрипко,
- Борис Львович Фрімер,
- Григорій Маркелович Зоркін,
- Михайло Климентійович Резнічук.

І, нарешті, було пошановано трьох ветеранів праці. Це:
- Станіслав Антонович Барбарук — начальник 5-ї дільниці Хмельницької дистанції по станції Кам'янець-Подільський (1962—2004),
- Іван Іванович Риба — директор Кам'янець-Подільський електромеханічного заводу (грудень 1965 — червень 1984),
- Володимир Улянович Крилов — голова Кам'янець-Подільського міськвиконкому (1985—1990).

### Нове Положення
15 грудня 1999 року сесія міської ради затвердила нове Положення про звання «Почесний громадянин міста Кам'янець-Подільський». Передусім, було зазначено, що звання надається сесією міської ради до Дня міста (третя субота травня) та до Дня визволення міста від німецько-фашистських загарбників (26 березня), але не більше ніж двом особам на рік. Підставою для відзначення громадянина є його значний внесок в економічний, соціальний, культурний і духовний розвиток міста, в розв'язання соціальних проблем, а також визнана видатна науково-практична та громадська діяльність, яка сприяє популяризації та утвердженню міста.
Відзначеним особам вручаються посвідчення встановленого зразка, нагрудна стрічка блакитного кольору з вишитим жовтими нитками написом «Почесний громадянин міста Кам'янець-Подільський».
Почесний громадянин має право на вільний вхід на всі загальноміські заходи, в усі виконавчі структури міської влади, вносити пропозиції до міської ради та її виконавчого комітету з усіх життєво важливих питань міста, безкоштовно їздити в міському пасажирському транспорті (крім таксі). Якщо почесний громадянин міста, який не є кам'янчанином, прибув у Кам'янець-Подільський на запрошення міськради, міськвиконкому, міської ветеранської організації (за погодженням із міським головою), то він забезпечується безкоштовним проживанням і харчуванням на встановлений період, а також оплатою проїзду в обидві сторони (крім таксі та спального вагона).

### Нові почесні
Після введення в дію нового Положення список почесних громадян міста за 6 років (2000—2005) зріс на 12 чоловік. Отож принципу «щороку по дві особи» міськрада не порушила, хоча були роки, коли відзначали чотирьох, але й були роки, коли не відзначали нікого.
Отже, почесними громадянами стали ще 4 учасники визволення Кам'янця-Подільського від гітлерівських загарбників:
- Іван Васильович Пробитний (Хмельницький),
- полковник у відставці Євген Іванович Безсонов (Москва),
- підполковник у відставці Володимир Васильович Шиманкін (Москва),
- Наталія Володимирівна Арди (Кам'янець-Подільський), яка 16-річною в березні 1944 року під ворожим вогнем провела в місто батальйон автоматників капітана Феодосія Приходька.

Жителька Кубачівки (нині в складі села Смотрич Кам'янець-Подільського району) Марія Антонівна Серебрякова відзначилася при захисті міста в червні — липні 1941 року, тож 18 червня 2003 року їй надали звання «Почесний громадянин міста Кам'янець-Подільський».
Почесними громадянами також стали:
- мешканці Кам'янця-Подільського:
  - Василь Іванович Мельницький — на той час начальник військово-інженерного інституту при ПДАТА, депутат Кам'янець-Подільської міської ради,
  - голова правління Кам'янець-Подільського ВАТ «АТП-16808», депутат Кам'янець-Подільської міської ради семи скликань, президент депутатського клубу Анатолій Васильович Шевчук — «за активну громадську та благодійницьку роботу, розуміння та підтримку нагальних питань становлення та розвитку міста»,
  - колишній начальник управління «Промбуд-2», яке очолював протягом 20 років, директор приватного підприємства «Тандем», депутат Кам'янець-Подільської міської ради Микола Миколайович Розбам — «за вагомий внесок в розбудову міста та його інфраструктури, активну громадську позицію та громадську діяльність»,
  - полковник у відставці, голова міської ради ветеранів війни, праці та Збройних Сил (від січня 2004 року), учасник бойових дій у Великій Вітчизняній війні, ветеран Збройних Сил Василь Єгорович Андреєв — «за багаторічну працю для забезпечення будівництва, розвитку, озеленення міста та з нагоди 60-ї річниці Великої Перемоги у Великій Вітчизняній війні»,
  - місцевий поет, учасник війни, ветеран праці, член президії ради ветеранів Петро Костянтинович Краснолуцький — «за популяризацію міста та його жителів через видання книг та з нагоди 60-ї річниці Великої Перемоги у Великій Вітчизняній війні»,
- громадянин ФРН Конрад Янке — «за вагомий внесок у розв'язання соціальних питань міста та його популяризацію на теренах Європи».

До почесних громадян міста приєднався академік НАН України Петро Тимофійович Тронько, відзначений 24 червня 2005 року — незадовго до його 90-річчя — «за значний внесок у популяризацію та збереження історико-архітектурної спадщини міста».

### Після паузи
Упродовж трьох років почесне звання не надавалося.
23 вересня 2008 року вперше почесним громадянином Кам'янця-Подільського став спортсмен — дворазовий чемпіон параолімпійських ігор у складі збірної України з футболу, заслужений майстер спорту Віталій Євгенович Трушев.
24 березня 2009 року почесне звання надано ще двом визволителям міста. Це Всеволод Григорович Козоріз і 98-річний Ілля Олександрович Чеботарьов.
16 лютого 2010 року почесним громадянином міста став ветеран Великої Вітчизняної війни, місцевий хоровий диригент і композитор Борис Романович Ліпман .
- 2015 — Луньов Олександр Володимирович (1979—2014) — майор Збройних сил України, учасник російсько-української війни.
- Стрельчук Павло Володимирович (1973—2014) — солдат батальйону «Айдар», загинув у боях за Щастя.
- Чухнов Аркадій Сергійович (1975—2015) — солдат Збройних сил України, учасник російсько-української війни, загинув у боях за Бахмутку.
- Доброшинський Ростислав Русланович (1996-2017) — старший солдат Збройних сил України, учасник російсько-української війни, загинув у боях за Попасну.